# Ратимир (кнез)
Ратимир је био словенски кнез који је владао у Посавској кнежевини у првој половини 9. века, недуго након Људевита Посавског, приближно од 829. до 838. године.

## Биографија
Неколико година након пропасти устанка Људевита Посавског, у историјским изворима се као нови владар Посавске кнежевине јавља Ратимир, чија је држава обухватала шири простор између река Саве и Драве. Као кнез посавских Словена, Ратимир је био франачки вазал и као такав је признавао врховну власт цара Лудвига Побожног и источнофраначког краља Лудвига Немачког.
У то време, на крајњим југоисточним границама Паноније појавила се опасност од Бугара, који су овладали Сремом. Бугарски владар Омуртаг је 827. године заратио против Франака на ширем простору Паноније. Бугари су тада продрли бродовима уз реку Драву све до Штајерске, а можда и Корушке. Зато је цар Лудвиг Побожни 828. године сменио фурланског маркгрофа Балдерика, а његову маркгрофовију је поделио на четири нове грофовије. Пошто су Бугари у међувремену у освојеним крајевима поставили себи верне владаре, вероватно је и Ратимир владао као бугарски вазал.
Године 829. поново се спомињу бугарски бродови на Драви, а с франачке стране тада војску предводи источнофраначки краљ Лудвиг Немачки. Ипак, Франци нису успели сузбити непријатеље, чему су вероватно допринеле и поделе унутар Франачке, до којих је дошло након што су се против цара Лудвига Побожног подигли његови синови.
Неколико година касније, код Ратимира се склонио некадашњи нитрански великаш Прибина, који је претходно дошао у сукоб са својим дотадашњим заштитником, франачким маркгрофом Ратбодом. Стога је маркгроф затражио од краља Лудвига Немачког да одобри рат против Ратимира, што је овај и дозволио 838. године. Ратимир је нашао спас у бегу, а Прибина се склонио у Крањску, под заштиту тамошњег граначког грофа, чијим се посредовањем помирио са Ратбодом.
Извори не говоре шта се даље збивало са Ратимиром. Неколико година касније, франачка власт на ширем простору Паноније ће бити преуређена, а деловима јужне Панононије ће неко време у име источнофраначких краљева владати словенски кнезови Прибина и Коцељ, са подручја северне (прекодравске) Паноније, односно данашње западне Мађарске.